# アンコール

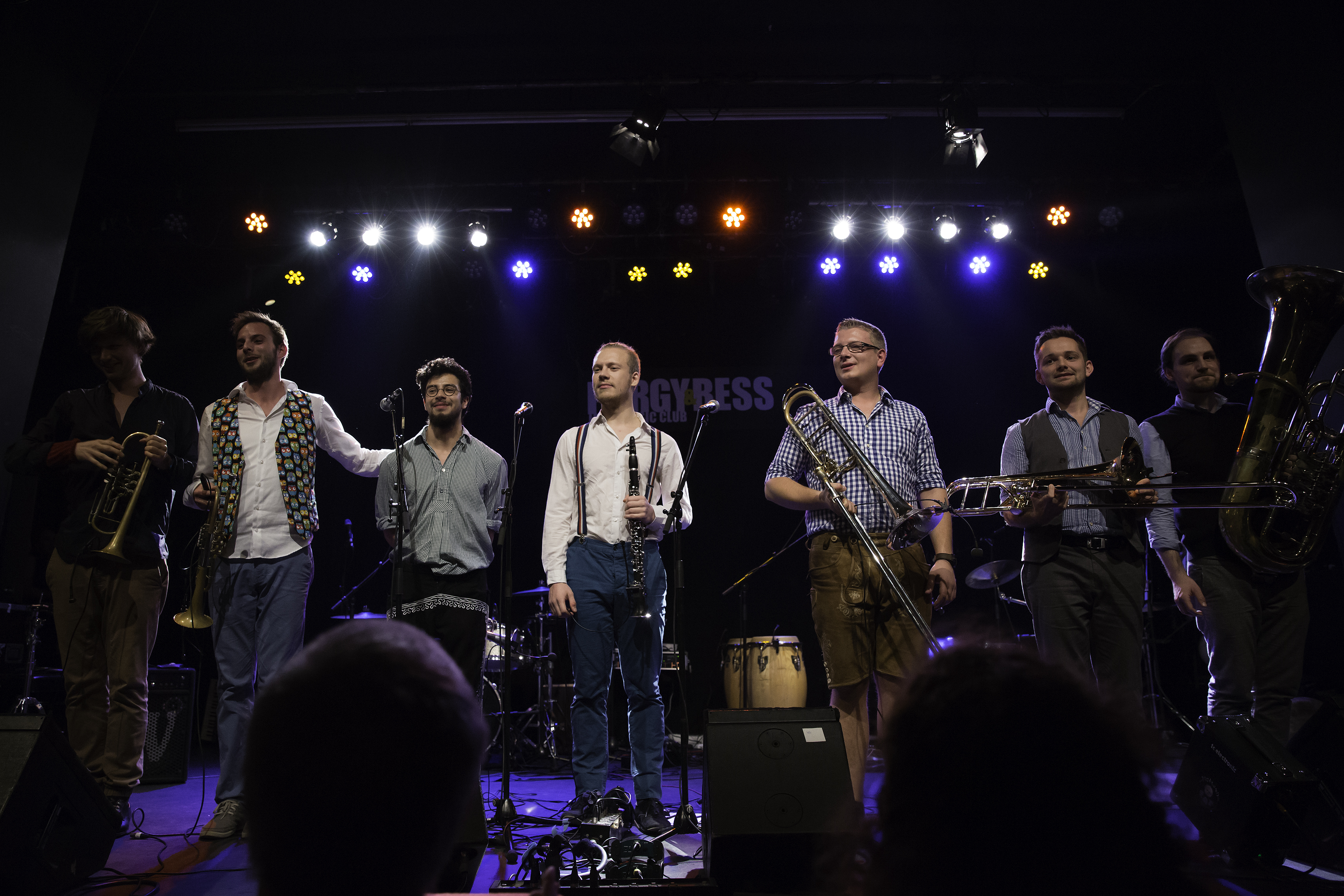
Austrian World Music Awards 2015でのアンコール。音楽バンド Federspiel

アンコール (仏：encore) とは、コンサートやリサイタルにおいて追加演奏を要望するかけ声のことであり、またその再演奏や、時にはアンコールで演奏された曲目のことも指す。転じて、一度済ませたことを再び行うこと（例えば、「アンコール放映」といった使われ方）。

## クラシック音楽におけるアンコール

### コンサート
クラシック音楽のコンサート、リサイタルにおけるアンコールはほとんどの場合、プログラム（一覧）に載った正規の演目がすべて終了した後に行われる。ただし、オーケストラのコンサートの前半で独奏者を招いての協奏曲を組んだ場合、途中休憩前に独奏者単独でのアンコール曲が演奏されることもよくある。
演奏者がアンコールを行う場合、通常、再登場をねだる聴衆のスタンディング・オベーションや拍手喝采（時には拍手が揃うこともあり、それが習慣となっている演奏会場もある）を合図とし、聴衆の好意的な反応に感謝して、アンコールの曲目を披露する。拍手が途切れずに続く場合、さらにアンコールの曲目が増えることもある。
アンコールの曲目は、知名度の高い小曲（長くとも数分程度）や編曲作品が準備されている場合が多いが、あまり有名ではない作品が採り上げられることもある。演奏者が準備していない場合は、当日のプログラムを繰り返すこともある。
行事によっては、定番のアンコール曲目が存在する場合もある（たとえば、ウィーン・フィルハーモニー管弦楽団のニューイヤー・コンサートにおける《ラデツキー行進曲》や《美しく青きドナウ》は、両曲ともプログラムには記載されないが、伝統的に毎年演奏されている）。演奏家が同時に作曲家でもある場合、自作自演をするまでアンコールを求める拍手が繰り返されることもある（例：ラフマニノフ《前奏曲 嬰ハ短調》作品3-2）。
なお、アンコールで採り上げられる楽曲も、当然に著作権保護の対象となる。したがって、プログラム外であることを理由に曲名や著作者名を聴衆（公衆）に対して周知せずに演奏すれば、曲名については同一性保持権の侵害、著作者名については氏名表示権の侵害となりうる。つまり、演奏される曲名やその著作者名の聴衆に対する周知は、著作者人格権を保護するために必須のものなのであって、単に演奏者が聴衆の欲求を満たすために行う任意のサービスにとどまる性質のものではない。聴衆に対する周知の方法は口頭による場合もあり、曲名や著作者名を聴衆に語りかける演奏者もいるが、演奏会場の音響により、その声が聴衆に広く行き渡らない事態も想定される。このため、終演後に会場出口付近などに曲名や著作者名を掲示することも行われている。

### オペラ
オペラにおけるアンコールは、独唱者に対するアリア再唱の要求となって現れる。17世紀のヴェネツィアではすでにそれが習慣として確立していたことが知られている。アリアが完全に切れて番号付けされているイタリアオペラにこの傾向が強い。
この習慣は音楽やドラマ進行の流れを損ねるという点から、指揮者に嫌悪されていた。トスカニーニは1910年代頃より一切のアンコールを拒絶する態度に出て、物議を醸した。1950年代以降、オペラ公演における指揮者や演出家の地位が向上したために、またオペラの長い上演時間から歌手の声を守るために、このようなアリアのみのアンコールは減少の傾向にある。

## ポピュラー系音楽におけるアンコール
ロックやポップスの場合、ミュージシャンがアンコールをいわば第2部のように扱うケースも見受けられる（例えばボブ・マーリー&ザ・ウェイラーズによる、1979年と1980年のコンサートにおけるものなど）。もっとも、事前に発表されたプログラムに基づいてコンサートを行うという習慣はクラシック音楽におけるほどは確立していないので、「アンコール曲」と「第2部」の区別は必ずしも明確ではないこともある。コンセプト・アルバムに「アンコール」に相当する楽曲を好んで配置するアーティストも見受けられる。

## 語源
フランス語encore （もう一度、といった意）に由来する言葉であるが、現在これを再演の要求に用いるのは英語圏の住人がほとんどで、フランスではもっぱらUne autre (もう一つ)あるいはbis （ビス）が用いられている。
英語圏にあってもいつからこの言葉が再演の要求に用いられたのは定かではないが、1711年 - 12年にイングランドで発行されていた日刊紙「スペクテイター」(The Spectator )の1712年2月のある号に
「聴衆がある歌に特に喜んだ場合、彼らはいつでもencore またはaltro volto と叫び、演奏者は親切にもそれを最初から繰り返すことが習慣となっていると記者は発見した」とあるので、18世紀初めのこの頃の流行ではないかとされている。
なおドイツ語ではツーガーベ(Zugabe)。イタリア語ではアンコーラ(Ancora)だが、ダ・カーポ(Da capo)「頭から」とねだる聴衆もいる。